# 青松敬鎔
青松 敬鎔（あおまつ けいよう、1986年12月7日 - ）は、京都府京都市伏見区出身の元プロ野球選手（内野手・捕手）。右投右打。妻はタレントの鷲巣あやの。2015年9月11日から2016年の現役引退までは、青松 慶侑（読み方は本名と同じ）という登録名を用いていた。

## 経歴

### プロ入り前
上宮太子高等学校への在学中には、春夏ともに、阪神甲子園球場での全国大会に出場できなかった。2004年のプロ野球ドラフト会議で、捕手として千葉ロッテマリーンズから7位で指名。契約金3000万円、年俸450万円（金額は推定）という条件で入団した。背番号は63。上宮太子高校から直接NPBの球団へ入った選手は、青松が初めてであった。

### プロ入り後
2005年、福岡ダイエーホークス時代に城島健司を指導した古賀英彦二軍ヘッドコーチから「（捕手として）城島を凌ぐセンスの持ち主」と評価されたが、一軍公式戦への出場機会はなかった。
2006年、2月26日に開かれた第1回WBC日本代表との練習試合で一塁を守ると、イースタン・リーグの公式戦では、一塁手として31試合、捕手として16試合に出場した。打率.257、4本塁打という成績を残したことから、9月19日に入団後初の出場選手登録。9月26日の対西武ライオンズ戦（インボイスSEIBUドーム）7回表に代打で一軍デビューを果たしたが、一軍公式戦で初安打を放つまでには至らなかった。シーズン終了後には、9年振りに再開されたハワイ・ウィンターリーグに派遣。息子の応援に来ていたロジャー・クレメンスの球をブルペンで受ける幸運もあった。
2007年、イースタン・リーグ公式戦に、一塁手として26試合、捕手として23試合に出場。しかし、打率が.159にとどまるなど打撃が振るわず、一軍公式戦への出場機会はなかった。
2008年、イースタン・リーグ公式戦では、打率.252、8本塁打と打撃が復調。守備面でも、33試合で捕手、13試合で一塁手、1試合で三塁手に起用されると、いずれのポジションでも失策を記録しなかった。しかし、ロッテ球団と支配下選手契約を結んでいた捕手でただ1人、一軍の公式戦へ出場できなかった。
2009年、イースタン・リーグ公式戦38試合の出場で、打率.244、4本塁打をマーク。前年から若干調子を落とした影響で、一軍昇格の機会はなかった。
2010年、イースタン・リーグ公式戦78試合で、打率.259、8本塁打を記録するなど打撃が復調。シーズン当初は、主に一塁を守っていた。一軍正捕手・里崎智也の背筋痛で他の捕手が二軍から昇格したことや、二軍の正捕手だった金澤岳が故障したことを背景に、シーズン終盤からは二軍の正捕手に定着。チームの同リーグ優勝やファーム日本選手権制覇に貢献したが、5年続けて一軍から遠ざかった。
2011年、イースタン・リーグ公式戦63試合に出場したが、打率は.220で、本塁打を1本も放てなかった。
2012年、イースタン・リーグ公式戦57試合に出場。打率.262、3本塁打を記録した。
2013年、春季キャンプの直前に、登録ポジションを捕手から内野手へ変更。イースタン・リーグ公式戦では、76試合の出場で、打率.292、10本塁打を記録。さらに、サブローが7月31日に故障で離脱したことから、右の代打の切り札として、7年振りに一軍昇格を果たした。翌8月1日の対北海道日本ハムファイターズ戦（QVCマリンフィールド）6回裏に代打で起用されると、適時二塁打を放ったことで一軍初安打・初打点を記録。8月3日の対オリックス・バファローズ戦（ほっともっとフィールド神戸）では、「6番・指名打者」として、一軍公式戦で初めてスタメンに起用。3安打を放って、自身初の猛打賞を記録した。シーズン通算では、一軍公式戦9試合に出場。打率.313、長打率.438、3打点という成績を残した。
2014年、3月26日に開かれた北海道日本ハムファイターズとのイースタン・リーグ公式戦で、審判員への侮辱行為によって退場を命じられたため、リーグから厳重注意と制裁金15万円の処分を受けた。同リーグの公式戦全体では、チーム最多の105試合に出場。打率.313、13本塁打という好成績を残したが、一軍公式戦では3試合の出場にとどまった。
2015年、イースタン・リーグ公式戦85試合に出場すると、15本塁打で本塁打王、打率.298で首位打者のタイトルを獲得した。一軍公式戦では、6月6日の対東京ヤクルトスワローズ戦（明治神宮野球場）4回表に、石川雅規からの左越ソロ本塁打で一軍初本塁打を記録。

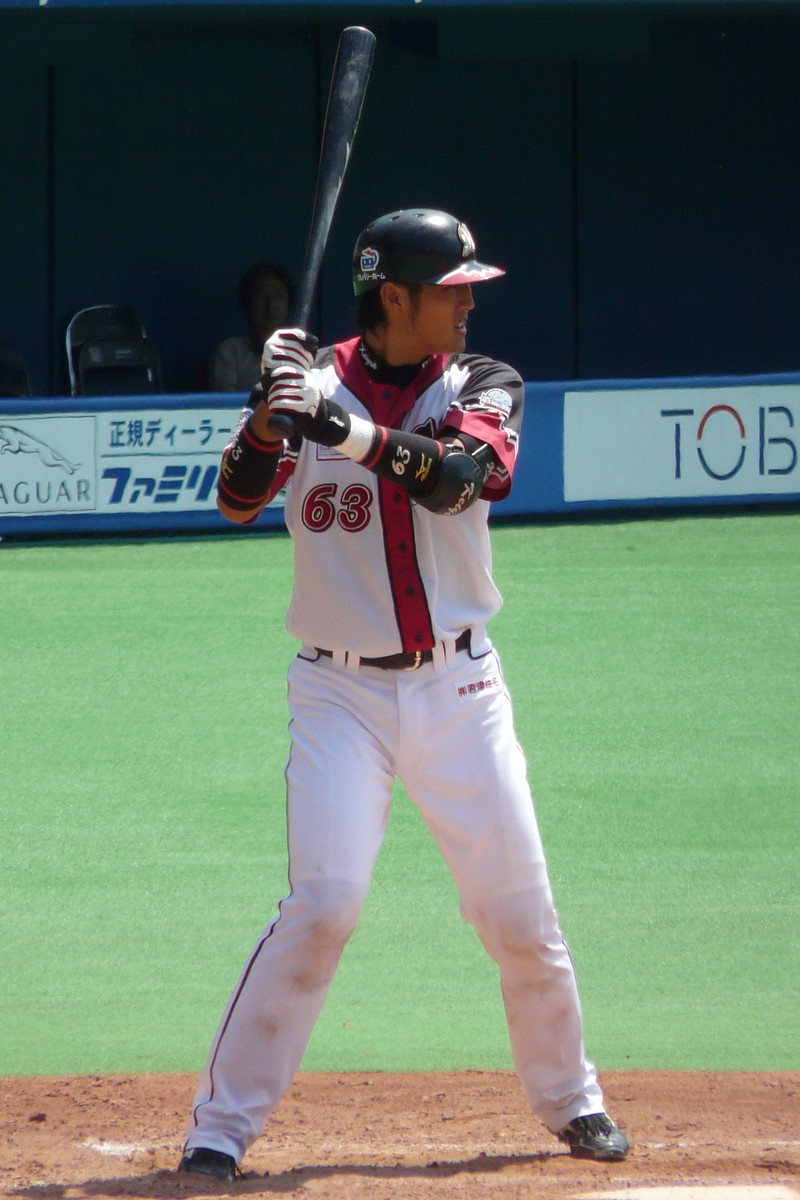
打席に立つ青松（2009年）

シーズン通算では、プロ入り後最多の13試合へ出場したものの、打率が.150にとどまった。なお、9月11日には、登録名を青松 敬鎔から青松 慶侑へ変更することが発表された。
2016年、イースタン・リーグ公式戦では、チーム最多の115試合に出場。打率.278、13本塁打を記録したが、一軍公式戦への出場機会がないまま、10月1日に球団から戦力外通告を受けた。12月2日付で、NPBから自由契約選手として公示。
NPB他球団での現役続行を希望していたため、11月12日に12球団合同トライアウト（甲子園）へ参加。捕手や一塁の守備に就く一方で、シートバッティング形式の対戦では、5人の投手を相手に5打数2安打1三振という結果を残した。しかし、他球団から獲得のオファーを受けるまでには至らず、この年限りで現役を引退した。
引退後は野球界を離れ、2017年1月よりソニー生命保険で営業として働く。2020年4月、営業所長に昇進。

## 選手としての特徴
ロッテでの現役時代には、チームに数少ない長距離打者として、イースタン・リーグで数々の打撃タイトルを獲得。2012年までは捕手として登録されていたが、実際の公式戦では、打力を買われて、内野手や指名打者として出場する機会が多かった。
一軍公式戦での出場試合数が最も多かった2015年には、4番打者でキューバ代表でもあるアルフレド・デスパイネがパンアメリカン競技大会への出場でチームを離れた期間中に、デスパイネの穴を埋める活躍が期待されていた。青松も「（自身の苗字とデスパイネの名前にちなんで）『アオパイネ』になります」と宣言していたが、一軍公式戦での通算本塁打は、この年に放った1本だけだった。

## 詳細情報

### 年度別打撃成績
| 年 度     | 球 団     | 試 合 | 打 席 | 打 数 | 得 点 | 安 打 | 二 塁 打 | 三 塁 打 | 本 塁 打 | 塁 打 | 打 点 | 盗 塁 | 盗 塁 死 | 犠 打 | 犠 飛 | 四 球 | 敬 遠 | 死 球 | 三 振 | 併 殺 打 | 打 率 | 出 塁 率 | 長 打 率 | O P S |
| --------- | --------- | ----- | ----- | ----- | ----- | ----- | -------- | -------- | -------- | ----- | ----- | ----- | -------- | ----- | ----- | ----- | ----- | ----- | ----- | -------- | ----- | -------- | -------- | ----- |
| 2006      | ロッテ    | 1     | 2     | 1     | 0     | 0     | 0        | 0        | 0        | 0     | 0     | 0     | 0        | 0     | 0     | 0     | 0     | 1     | 0     | 0        | .000  | .500     | .000     | .500  |
| 2013      | ロッテ    | 9     | 17    | 16    | 2     | 5     | 2        | 0        | 0        | 7     | 3     | 0     | 0        | 0     | 0     | 0     | 0     | 1     | 4     | 1        | .313  | .353     | .438     | .790  |
| 2014      | ロッテ    | 3     | 5     | 5     | 0     | 1     | 0        | 0        | 0        | 1     | 0     | 0     | 0        | 0     | 0     | 0     | 0     | 0     | 1     | 0        | .200  | .200     | .200     | .400  |
| 2015      | ロッテ    | 13    | 20    | 20    | 2     | 3     | 1        | 0        | 1        | 7     | 2     | 0     | 0        | 0     | 0     | 0     | 0     | 0     | 7     | 0        | .150  | .150     | .350     | .500  |
| 通算：4年 | 通算：4年 | 26    | 44    | 42    | 4     | 9     | 3        | 0        | 1        | 15    | 5     | 0     | 0        | 0     | 0     | 0     | 0     | 2     | 12    | 1        | .214  | .250     | .357     | .607  |

### 年度別守備成績
| 年 度 | 一塁  | 一塁  | 一塁  | 一塁  | 一塁  | 一塁     |
| 年 度 | 試 合 | 刺 殺 | 補 殺 | 失 策 | 併 殺 | 守 備 率 |
| ----- | ----- | ----- | ----- | ----- | ----- | -------- |
| 2013  | 2     | 5     | 0     | 0     | 0     | 1.000    |
| 2014  | 2     | 15    | 1     | 1     | 3     | .941     |
| 2015  | 12    | 48    | 5     | 0     | 3     | 1.000    |
| 通算  | 16    | 68    | 6     | 1     | 6     | .987     |

### 記録
- 初出場：2006年9月26日、対西武ライオンズ19回戦（インボイスSEIBUドーム）、7回表に大松尚逸の代打として出場
- 初打席：同上、7回表に許銘傑から死球
- 初安打・初打点：2013年8月1日、対北海道日本ハムファイターズ14回戦（QVCマリンフィールド）、6回裏に石井裕也から左適時二塁打[5][6]
- 初先発出場：2013年8月3日、対オリックス・バファローズ13回戦（ほっともっとフィールド神戸）、6番・指名打者として先発出場[4]
- 初本塁打：2015年6月6日、対東京ヤクルトスワローズ1回戦（明治神宮野球場）、4回表に石川雅規から左越ソロ[12]

### 背番号
- 63 （2005年 - 2016年）

### 登録名
- 青松 敬鎔 （あおまつ けいよう、2005年 - 2015年9月10日）
- 青松 慶侑 （あおまつ けいよう、2015年9月11日 - 2016年）

### 登場曲
- 「Never Say Never」 Justin Bieber